# Evangelische Kirche (Freudental)

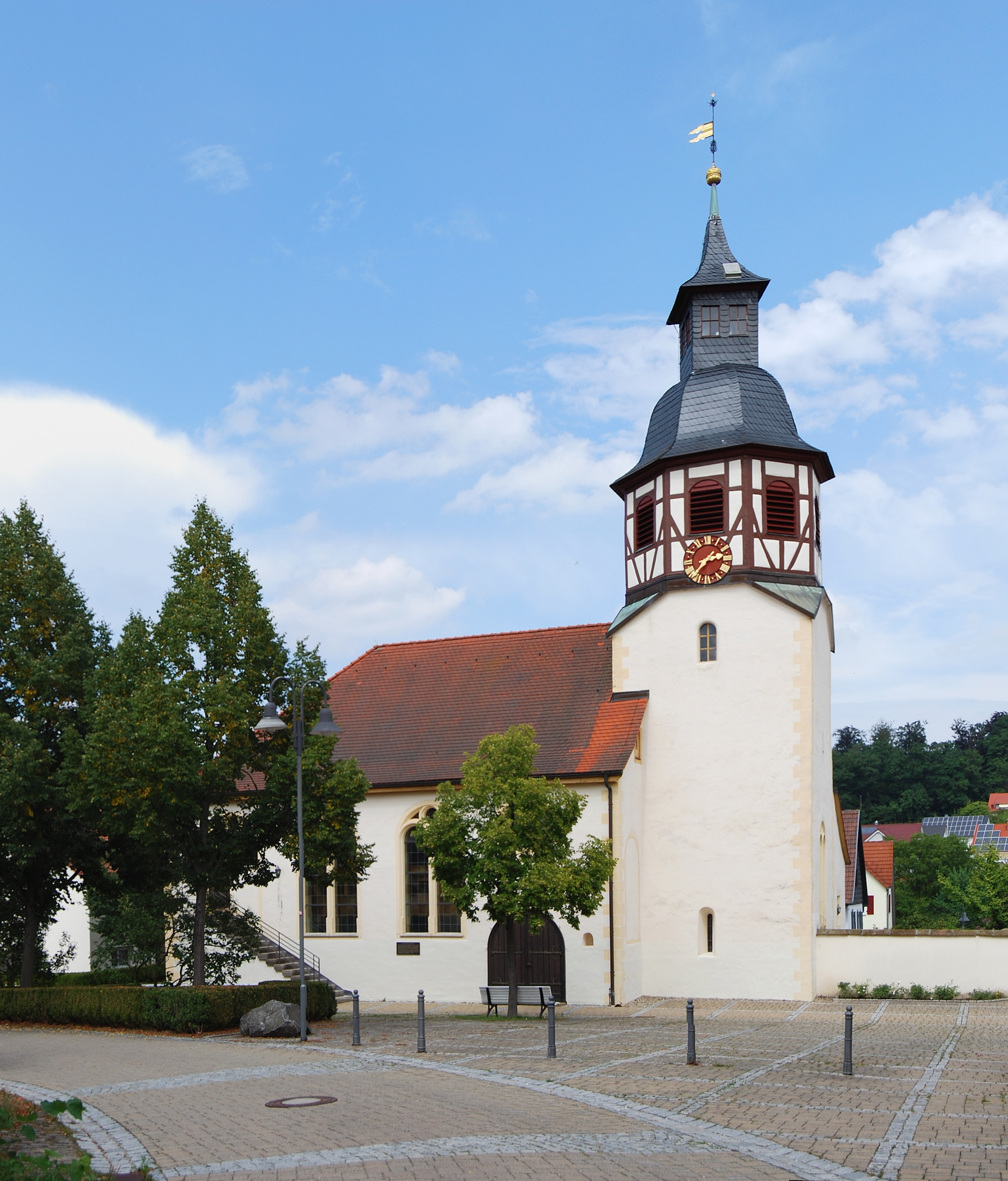
Evangelische Kirche in Freudental

Die Evangelische Kirche ist ein geschütztes Kulturdenkmal nach dem Denkmalschutzgesetz. Sie steht in Freudental, einer Gemeinde im Landkreis Ludwigsburg in Baden-Württemberg. Die Kirchengemeinde gehört zu Kirchenbezirk Besigheim der Evangelischen Landeskirche in Württemberg.

## Beschreibung
Die Saalkirche wurde 1686/87 erbaut. Sie besteht aus einem Langhaus und einem Chorturm im Osten, der 1687 mit einem achteckigen Geschoss aus Holzfachwerk aufgestockt wurde, um die Turmuhr und den Glockenstuhl für die drei Kirchenglocken unterzubringen. Den Turmabschluss bildet eine mit einer Laterne bekrönte Glockenhaube.
Der Innenraum des Langhauses, in den an den Längsseiten Emporen eingebaut wurden, ist mit einer Flachdecke überspannt. Er ist zum Chor, also zum Erdgeschoss des Chorturms, mit einem Chorbogen geöffnet.
Eine Besonderheit ist die Orgel. Sie stand früher in der Ordenskapelle des Ludwigsburger Schlosses, später in der Kapelle des Schlosses Stuttgart-Hohenheim. König Friedrich von Württemberg schenkte die Orgel der Kirche. Sie ist vermutlich die einzig erhaltene württembergische Hoforgel. Man nimmt an, dass sie auf Grund der vergoldeten Verzierungen bereits im Barock entstanden ist.